# Quoyornis georgianus
Il pigliamosche australiano pettobianco (Quoyornis georgianus (Quoy e Gaimard, 1830)), unica specie del genere Quoyornis Mathews, 1912, è un uccello della famiglia dei Petroicidi endemico della regione sud-occidentale dell'Australia Occidentale. Diversamente da molti altri Petroicidi, non presenta un piumaggio dai colori brillanti, avendo una colorazione prevalentemente grigiastra con le regioni inferiori bianche.

## Tassonomia
Il pigliamosche australiano pettobianco venne descritto per la prima volta dai naturalisti francesi Jean René Constant Quoy e Joseph Paul Gaimard nel 1830 come Muscicapa georgiana, dal nome della King George Sound, la località dove gli autori avevano raccolto i primi esemplari conosciuti. Più tardi venne descritto da John Gould nel 1846 come Eopsaltria leucogaster, ma dal momento che in sistematica il nome più vecchio ha la priorità, l'epiteto specifico rimase georgiana. L'ornitologo amatoriale australiano Gregory Mathews descrisse un esemplare dal piumaggio più chiaro proveniente dalla regione del Warren River come una sottospecie distinta, warreni, ma questa non è più stata riconosciuta come tale.
Nel 2009, grazie all'analisi genetica del DNA nucleare e mitocondriale, è stato scoperto inaspettatamente che il pigliamosche australiano pettobianco costituisce un sister taxon delle due specie del genere Tregellasia, entrambe originarie dell'Australia nord-orientale. Ciò è stato confermato da un altro studio di filogenesi molecolare pubblicato nel 2011. La specie è stata per lungo tempo classificata nel genere Eopsaltria, ma ultimamente gli ornitologi tendono a porla in un genere a parte, Quoyornis, che era già stato introdotto da Mathews nel 1912. Esso combina il nome di uno dei due scopritori della specie, Quoy, con il termine greco ornis, che significa «uccello». Gli aborigeni di Augusta lo chiamano boydjil.

## Descrizione
Il pigliamosche australiano pettobianco è lungo 14,5 cm. Maschi e femmine presentano una colorazione simile, con regioni superiori grigio-azzurre, zona oculare più chiara e regioni inferiori biancastre. La coda, grigia, è bianca all'estremità. Becco e zampe sono neri, mentre gli occhi sono marrone scuro. Gli esemplari provenienti dalle regioni settentrionali dell'areale hanno dimensioni minori e il piumaggio di un grigio più scuro. Gli esemplari giovani sono marroncini.

## Distribuzione e habitat
Il pigliamosche australiano pettobianco è diffuso nell'Australia Occidentale, tra Geraldton e l'angolo sud-occidentale del continente. Nella parte meridionale dell'areale, il pigliamosche australiano pettobianco frequenta le foreste aperte, spesso in prossimità dei fiumi. Nel nord, invece, predilige le macchie costiere. È stanziale, e ciascuna coppia o piccolo gruppo occupa un proprio territorio.

## Biologia
Come molti altri Passeriformi australiani del parvordine dei Corvida, il pigliamosche australiano pettobianco effettua una riproduzione cooperativa; ciò significa che ciascuna coppia è spesso assistita da uno o più aiutanti che collaborano all'allevamento dei piccoli. Gli aiutanti sono prevalentemente di sesso maschile; le femmine, infatti, abbandonano il proprio territorio natio entro il primo anno di vita, mentre i maschi rimangono quasi sempre in prossimità del territorio ove nascono.

### Riproduzione
La stagione della nidificazione va dalla fine di inverno agli inizi dell'estate e ciascuna coppia può avere anche due covate. Il nido è una struttura a forma di coppa fatta di fili d'erba secchi, corteccia e tela di ragno; è situato generalmente alla biforcazione di un albero nella fitta boscaglia, nei pressi di un corso d'acqua. Le uova deposte, in numero di due, sono di colore verde oliva o verde-azzurro chiaro, spesso ricoperte da macchioline di una tonalità più scura del colore di fondo. Misurano 16×21 mm e una di esse è spesso molto più chiara dell'altra. L'incubazione dura 16 o 17 giorni, e i giovani abbandonano il nido due settimane dopo la schiusa.